# Hansenomysis lucifugus
Hansenomysis lucifugus är en kräftdjursart som först beskrevs av Faxon 1893.  Hansenomysis lucifugus ingår i släktet Hansenomysis och familjen Petalophthalmidae. Inga underarter finns listade i Catalogue of Life.